# Tónico (cosmética)

Mamonde Rose Water Toner

Un tónico (del griego tonikòs, "relajado"), también conocido como loción tonificante, es una sustancia que se aplica en la piel, fundamentalmente en la fez -denominada tónico facial-, con el propósito de cerrar los poros, depurar la piel y prepararla para aplicar una crema hidratante.

## Uso
Su uso ha decaído debido al auge de productos cosméticos multipropósito. Sin embargo, muchos lo utilizan como el 2.º paso dentro de su rutina de belleza (siendo el primero la limpieza) para luego usar una crema hidratante. El tónico se puede aplicar de diferentes formas: con ayuda de un algodón, por medio de un spray o directamente con el dedo. Es importante considerar que existen diferentes tipos de tónico para cada tipo de piel, ya sea sensible, seca, mixta o grasa.